# Calamagrostis tatianae
Calamagrostis tatianae är en gräsart som beskrevs av N.S. Probatova. Calamagrostis tatianae ingår i släktet rör, och familjen gräs. Inga underarter finns listade i Catalogue of Life.